# Атанас Бакларов
Атанас Бакларов е български художник и фотограф от началото на XX век.

## Биография
Роден е на 3 април 1884 година в Пловдив. Работи като директор на художествено ателие във Варна и в тази си роля през 1911 година издава „Художествени вести: Безплатен месечен вестник за новини от художествен характер“. Членува в Дружеството на южнобългарските художници.
При избухването на Балканската война в 1912 година е доброволец в Македоно-одринското опълчение. Служи в четата на Георги Занков, след това в 12 лозенградска дружина. Зачислен е като художник и фотограф в Щаба на Опълчението. За участието си във войните е награден със сребърен медал. Още по време на войните разработва свидетелството за участие в Опълчението, което е отпечатано в 1914 година.
Умира на 27 септември 1914 година в родния си Пловдив.
Посмъртно неговата творба „Пейзаж“ е включена в първата изложба на дружеството в Пловдив, както и в юбилейната изложба по повод 25-годишнината на дружеството в 1921 година в София. Значителна част от произведенията му са в Пловдивската художествена галерия.

## Творби
- „Христо Г. Данов на смъртно легло“, 1911
- „Из Пловдив“, 1911, акварел
- „Марица“, 1911
- „Имарет джамия“, 1912
- „Място на десанта при Шаркьой“